# LNFA Serie C 2021
La LNFA Serie C 2021 è la 4ª edizione del campionato di football americano di terzo livello, organizzato dalla FEFA. È formata da un torneo nazionale e dal campionato catalano; si conclude con una finale nazionale.

## Squadre partecipanti
| Club                                 | Città                 | Stadio | Sponsor ufficiale | Risultato nella stagione 2020 |
| ------------------------------------ | --------------------- | ------ | ----------------- | ----------------------------- |
| Argentona Bocs                       | Argentona             |        |                   |                               |
| Barcelona Búfals                     | Barcellona            |        |                   |                               |
| Barcelona Pagesos                    | Barcellona            |        |                   |                               |
| Barcelona Uroloki                    | Barcellona            |        |                   |                               |
| CDE Berserkers                       | Torrelavega           |        |                   |                               |
| Ducs Football                        | Gerona                |        |                   |                               |
| Guadalajara Stings                   | Guadalajara           |        |                   |                               |
| Mercenarios de Villamayor de Gállego | Villamayor de Gállego |        |                   |                               |
| Reus Imperials                       | Reus                  |        |                   |                               |
| Riudoms Rebels                       | Riudoms               |        |                   |                               |
| Tenerife Helldogs                    | Candelaria            |        |                   |                               |
| Terrassa Reds                        | Terrassa              |        |                   |                               |

## Stagione regolare

### XXXIII LCFA Senior (Conferencia LCFA)

#### Classifica
| Pos. | Squadra           | PCT  | G | V | N | P | PF  | PS  |
| ---- | ----------------- | ---- | - | - | - | - | --- | --- |
| 1    | Barcelona Uroloki | .857 | 7 | 6 | 0 | 1 | 191 | 40  |
| 2    | Terrassa Reds     | .714 | 7 | 5 | 0 | 2 | 147 | 55  |
| 3    | Barcelona Pagesos | .714 | 7 | 4 | 2 | 1 | 133 | 62  |
| 4    | Argentona Bocs    | .643 | 7 | 4 | 1 | 2 | 78  | 47  |
| 5    | Ducs Football     | .571 | 7 | 4 | 0 | 3 | 67  | 77  |
| 6    | Riudoms Rebels    | .286 | 7 | 2 | 0 | 5 | 50  | 83  |
| 7    | Barcelona Búfals  | .214 | 7 | 1 | 1 | 5 | 36  | 112 |
| 8    | Reus Imperials    | .000 | 7 | 0 | 0 | 7 | 6   | 232 |

#### Verdetti
- I  Barcelona Uroloki vincono la stagione regolare della Lliga Catalana e sono ammessi alla finale di Serie C.

### Conferencia FEFA

#### Calendario

##### 1ª giornata
| Torrelavega 14 febbraio 2021, ore 11:00 | CDE Berserkers | 8 – 26 referto | Tenerife Helldogs | Complejo Deportivo Oscar Freire |

| Villamayor de Gállego 14 febbraio 2021, ore 12:00 | Mercenarios de Villamayor de Gállego | 7 – 19 referto | Guadalajara Stings | Campo de Fútbol Tarba |

##### 2ª giornata
| Santa Cruz de Tenerife 28 febbraio 2021, ore 11:00 | Tenerife Helldogs | 13 – 25 referto | Mercenarios de Villamayor de Gállego | Campo de fútbol Añaza |

| Guadalajara 28 febbraio 2021, ore 12:00 | Guadalajara Stings | 25 – 7 referto | CDE Berserkers | Campo de Fútbol Municipal Pedro Escartín |

##### 3ª giornata
| Torrelavega 14 marzo 2021, ore 11:00 | CDE Berserkers | 12 – 35 referto | Mercenarios de Villamayor de Gállego | Complejo Deportivo Oscar Freire |

| Guadalajara 14 marzo 2021, ore 12:00 | Guadalajara Stings | 19 – 12 referto | Tenerife Helldogs | Campo de Fútbol Municipal Pedro Escartín |

##### 4ª giornata
| Santa Cruz de Tenerife 28 marzo 2021, ore 11:00 | Tenerife Helldogs | 19 – 25 referto | CDE Berserkers | Campo de fútbol Añaza |

| Guadalajara 28 marzo 2021, ore 12:00 | Guadalajara Stings | 39 – 13 referto | Mercenarios de Villamayor de Gállego | Campo de Fútbol Municipal Pedro Escartín |

##### 5ª giornata
| Torrelavega 18 aprile 2021, ore 10:30 | CDE Berserkers | 7 – 49 referto | Guadalajara Stings | Complejo Deportivo Oscar Freire |

| Villamayor de Gállego 18 aprile 2021, ore 12:00 | Mercenarios de Villamayor de Gállego | 6 – 0 referto | Tenerife Helldogs | Campo de Fútbol Tarba |

##### 6ª giornata
| Santa Cruz de Tenerife 2 maggio 2021, ore 12:00 | Tenerife Helldogs | 14 – 48 referto | Guadalajara Stings | Campo de fútbol Añaza |

##### Recuperi 1
| Villamayor de Gállego 9 maggio 2021, ore 11:00 | Mercenarios de Villamayor de Gállego | 27 – 14 referto | CDE Berserkers | Campo de Fútbol Tarba |

#### Classifica
La classifica della regular season è la seguente:
- PCT = percentuale di vittorie, G = partite giocate, V = partite vinte,  P = partite perse, PF = punti fatti, PS = punti subiti

| Pos. | Squadra                              | PCT   | G | V | N | P | PF  | PS  |
| ---- | ------------------------------------ | ----- | - | - | - | - | --- | --- |
| 1    | Guadalajara Stings                   | 1.000 | 6 | 6 | 0 | 0 | 199 | 60  |
| 2    | Mercenarios de Villamayor de Gállego | .667  | 6 | 4 | 0 | 2 | 113 | 97  |
| 3    | Tenerife Helldogs                    | .167  | 6 | 1 | 0 | 5 | 84  | 131 |
| 4    | CDE Berserkers                       | .167  | 6 | 1 | 0 | 5 | 73  | 181 |

#### Verdetti
- I  Guadalajara Stings vincono la stagione regolare della Conferencia FEFA e sono ammessi alla finale di Serie C.

## IV Final de la LNFA Serie C
| Guadalajara 23 maggio 2021, ore 12:00 | Guadalajara Stings | 14 – 39 referto | Barcelona Uroloki | Campo de Fútbol Municipal Pedro Escartín |

## Verdetti
- Barcelona Uroloki Campioni della LNFA Serie C 2021